# Damian Harris
Damian David Harris (Londra, 2 agosto 1958) è un regista, sceneggiatore e produttore cinematografico britannico.

## Biografia
Figlio dell'attore Richard Harris, ha debuttato come attore da bambino ne L'incredibile affare Kopcenko (1968). Ha studiato sceneggiatura a New York e ha esordito come regista di cortometraggi. Il suo primo lungometraggio è La ragazza dei sogni (1989), film basato su un romanzo di Martin Amis e interpretato da Ione Skye. Nel 2008 ha prodotto, oltre che scritto e diretto, il film Gardens of the Night, con cui ha partecipato al Festival di Berlino.
Dal 1981 al 1990 è stato sposato con Annabel Brooks. Dal 1997 al 2002 ha avuto una relazione con l'attrice Peta Wilson.

## Filmografia

### Regista
- La ragazza dei sogni (The Rachel Papers) (1989)
- Doppio inganno (Deceived) (1991)
- Bad Company (1995)
- Mercy (Senza pietà) (Mercy) (2000)
- Gardens of the Night (2008)
- The Treehouse (2014)
- Matrimonio con l'ex (The Wilde Wedding) (2017)
- Brave the Dark (2023)